# The Muppet Show
The Muppet Show var et tv-show med hånddukker med Jim Henson som bagmand. Showet blev optaget i England og havde en ugentlig kendis som eneste menneskelige medvirkende. Showet kørte i 5 sæsoner fra 1976 til 1981, og blev vist første gang på dansk tv allerede sidst i 1970'erne.
Dukkerne blev kaldt "Muppets" og var opfundet af den legendariske dukkemager Jim Henson, der bl.a også står bag Fragglerne. I 2004 blev rettighederne til The Muppets solgt til The Walt Disney Company.
Blandt de mest kendte figurer i Muppet Show var / er: 
- Kermit, styret af Jim Henson. Efter hans død i 1990, overtog Steve Whitmire rollen. Kermit er regissør og præsenterer de forskellige numre, og forsøger dertil med skiftende held at holde sammen på trådene bag scenen.
- Miss Piggy, styret af Frank Oz. Oz har skiftet fokus fra dukkefører til filminstruktør, så mange af hans figurer er blevet overtaget af Eric Jacobson. Miss Piggy er teatrets diva, dybt forelsket i Kermit, har store meninger om egne evner, og slår gerne folk ned hvis de ikke makker ret.
- Fozzie Bear, også en Frank Oz-karakter, nu styret af Eric Jacobson. Fozzie er en lettere falleret stand-up-komiker.
- Gonzo the Great, med stemme af Dave Goelz, en af de få muppetførere der stadig er aktiv. Gonzo har forskellige roller i teatret, og har en evne til at komme temmelig galt afsted helt selv.
- The Swedish chef, styret af Jim Henson, i dag overtaget af Bill Barretta. Den svenske kok er med sit karakteristiske og helt uforståelige, gutturale sprog vært for teatrets madprogram, og bruger jævnligt redskaber såsom økser, kædesave eller skydevåben. Bliver jævnligt angrebet af madvarerne.
- Scooter, blev styret af Richard Hunt. Efter Hunts død er figuren sjældent blevet brugt og har haft forskellige dukkeførere. Scooter var oprindelig Kermits medhjælper på forskellig vis.
- Sam the Eagle, også styret af Frank Oz, senere Eric Jacobson. Sam er en parodi på den amerikanske nationalfugl ørnen, og er altid meget alvorligt anlagt.
- Animal the Drummer – styret af Frank Oz , og med trommespil af Ronnie Verrell. Animal er trommeslager, temmelig dyrisk og taler kun enkelte ord. Undertiden må de andre bandmedlemmer lænke ham til trommesættet, men Animal har også en følsom side.
- Dr. Bunsen, styret af Dave Goelz. Klassisk videnskabsmand med kittel og briller. Rapporterer ofte fra Muppet-Laboratorierne, hvor "fremtiden skabes i dag". Hans opfindelser varierer meget, såsom den elektriske næsevarmer, brændbart vand, spiselige papirclips eller en gorilladetektor.
- Beaker, Bunsen's assistent, styret af Richard Hunt og senere Steve Whitmire. Beaker kommer konsekvent galt af sted, enten ved egen kraft eller som mål for et af Bunsen's eksperimenter. Beaker er sky, nervøst anlagt, og taler kun med pippe- og meep-lyde.

Selve The Muppet Show skulle forestille at udspille sig i et gammelt teater hvor alt, hvad der kunne gå galt, også gik galt. På balkonen sad der også to dukker, som forestillede gamle mænd (Statler og Waldorf). De lavede aldrig andet end at brokke sig over showets kvalitet.
The Muppet Show affødte i starten af 1980'erne en del TV-specials og spillefilm, og det næste store projekt fra Jim Henson efter Muppet Show var slut blev Fragglerne.
I 1996 genopstod mange af de gamle dukker side om side med en række nye i et nyt show ved navn Muppets Tonight, der var bygget op efter nogenlunde samme opskrift som det oprindelige Muppet Show, om end i en moderne talkshow-udgave. Serien blev ikke så populær hjemme i USA, og det blev kun til halvanden sæson. Vist på dansk TV 2 i slutningen af 1990'erne.
The Muppets har i flere omgange lavet spillefilm, bl.a. "The Muppets går til filmen" (1979) , "The Muppets" (2011)  og "The Muppets - Most Wanted" (2014) .